# Алексієвка (Асекеєвський район)
Алексі́євка (рос. Алексеевка) — село у складі Асекеєвського району Оренбурзької області, Росія.

## Населення
Населення — 272 особи (2010; 409 у 2002).
Національний склад (станом на 2002 рік):
- мордва — 70 %